# Немирівка (Дубенський район)
Неми́рівка — село в Україні, у Радивилівській міській громаді Дубенського району Рівненської області. Населення становить 650 осіб.

## Географія
Село розташоване на лівому березі річки Слонівки.

## Історія
Вперше згадується у записах Кременецького земського суду за 1634 рік. У 1906 році — село Радзивилівської волості Кременецького повіту Волинської губернії. Відстань від повітового міста — 35 верст, від волості — 4. Дворів — 52, мешканців — 447 осіб.
Околиці села були ареною боїв під час Першої світової війни у серпні-вересні 1915 року.
7 (20) листопада 1917 року, відповідно до Третього Універсалу Української Центральної Ради, увійшло до складу Української Народної Республіки.
З 2015 року входить до складу Радивилівської міської громади.
12 червня 2020 року, відповідно до розпорядження Кабінету Міністрів України № 722-р від «Про визначення адміністративних центрів та затвердження територій територіальних громад Рівненської області», увійшло до складу Радивилівської міської громади Радивилівського району.
19 липня 2020 року, в результаті адміністративно-територіальної реформи та ліквідації Радивилівського району, село увійшло до складу Дубенського району.

## Населення

### Мова
Розподіл населення за рідною мовою за даними перепису 2001 року:
| Мова       | Кількість | Відсоток |
| ---------- | --------- | -------- |
| українська | 647       | 99.54%   |
| російська  | 3         | 0.46%    |
| Усього     | 650       | 100%     |

## Природа
- Неподалік від села розташований Немирівський ліс.

## Відомі люди
- У селі народився Герой Радянського Союзу Петлюк Йосип Матвійович, санінструктор (1897—1968).
- У 1974—1978 роках вчителем Немирівської середньої школи працював Дмитро Чобіт, згодом відомий український політик та історик.